# Красногрудая мадагаскарская кукушка
Красногрудая мадагаска́рская куку́шка (лат. Coua serriana) — вид птиц из семейства кукушковых (Cuculidae). Подвидов не выделяют. Эндемик острова Мадагаскар. Видовое название дано в честь французского натуралиста Марселя де Серра (фр. Marcel de Serres, 1780—1862).

## Описание
Красногрудая мадагаскарская кукушка достигает длины 42 см и массы 298 г. Половой диморфизм не выражен. Макушка и затылок тёмно-зеленовато-коричневые, верхняя часть тела и крылья у взрослых особей зеленовато-коричневые. Длинный хвост иссиня-чёрного цвета, снизу коричневато-чёрный. Горло чёрное, грудь тёмно-рыжая. Голая кожа вокруг глаз голубая, окаймленная чёрными перьями. Радужная оболочка коричневая, клюв чёрный, ноги коричневые. У молодых особей перья на кроющих перья крыльев с рыжеватой каймой, горло коричнево-оливкового цвета (не чёрного), брюхо оливкового цвета, хвост тускло-чёрного цвета без голубого блеска, кожа вокруг глаз покрыта перьями.
Довольно шумная птица. Крики представлены повторяющимся громким «koo ha», мелодичным «tee oooo», а также хрюканьем.

## Распространение и места обитания
Красногрудая мадагаскарская кукушка является эндемиком Мадагаскара. Распространена преимущественно на востоке и северо-востоке Мадагаскара. Ведёт оседлый образ жизни. Естественными местами обитания являются нетронутые тропические леса, как правило, обитает на более открытых участках леса, чем C. reynaudii. Встречается от уровня моря до высоты 1000 м над уровнем моря.

## Биология
Красногрудая мадагаскарская кукушка ведёт преимущественно наземный образ жизни. Добывает пищу, передвигаясь по земле или по горизонтальным веткам; ходит и бегает, редко летает. В состав рациона входят насекомые, а также семена, ягоды и фрукты. Гнездится в чаше из переплетенных веток на высоте 2—4 м над землей в папоротнике или пандане. В кладке два белых яйца.